# Victoria Jackson
Victoria Jackson (ur. 2 sierpnia 1959 w Miami, Floryda) – amerykańska aktorka, komediantka i piosenkarka, znana najlepiej ze swojego udziału w programie Saturday Night Live w latach 1986–1992.